# Orapa United FC
El Orapa United Football Club es un equipo de fútbol de Botsuana que juega en la Liga Botsuana de fútbol, la primera división de fútbol en el país.

## Historia
Fue fundado en octubre de 2010, en la ciudad de Orapa, y en la temporada de 2012/13 consigue por primera vez el ascenso a la liga Botsuana de fútbol luego de ganar el título del grupo norte de la segunda categoría.
En la temporada 2014/15 logra quedar de subcampeón nacional solo por detrás del Mochudi Centre Chiefs, y en la temporada 2015/16 logran ganar su primer torneo importante a nivel local, luego de ganar la Copa Mascom Top 8 (copa similar a las copas de liga en Europa.
En 2017 clasificó a su primer torneo continental, a la Copa Confederación de la CAF, en donde fue eliminado en la ronda preliminar por el Mbabane Swallows de Suazilandia.

## Palmarés
- Primera División Norte de Botsuana: 1

2012/13
- Copa Mascom Top 8: 2

2016, 2020

## Participación en competiciones de la CAF
| Temporada | Torneo                       | Ronda      | Club              | Casa | Visita | Global      |
| --------- | ---------------------------- | ---------- | ----------------- | ---- | ------ | ----------- |
| 2017      | Copa Confederación de la CAF | Preliminar | Mbabane Swallows  | 0-1  | 2-3    | 2-4         |
| 2018/19   | Copa Confederación de la CAF | Preliminar | Petro Atlético    | 0-2  | 0-4    | 0-6         |
| 2018/19   | Copa Confederación de la CAF | Preliminar | AS Kigali         | 2-1  | 0-1    | 2-2 (a)     |
| 2021/22   | Copa Confederación de la CAF | 1          | AS Mangasport     | 0-0  | 0-0    | 0-0 (3-2 p) |
| 2021/22   | Copa Confederación de la CAF | 2          | Cotonsport Garoua | 2-1  | 0-1    | 2-2 (a)     |